# De Rosa-Stac Plastic
De Rosa-Stac Plastic (código UCI: DER) fue un equipo ciclista profesional irlandés de categoría Profesional Continental, aunque de estructura italiana, creado para la temporada 2010.
En 2011 se fusionó con el también equipo irlandés de estructura italiana Ceramica Flaminia creándose el equipo De Rosa-Ceramica Flaminia.

## Historia del equipo

### Origen y creación
El equipo tuvo su origen en la desaparición del LPR Brakes-Farnese Vini (de categoría Profesional Continental, y gestionado por BF Cycling Management Ltd) tras la temporada 2009, después de que Farnese Vini pasara a copatrocinar el Lampre (de categoría UCI ProTour) y el patrocinador principal LPR decidiera dejar el ciclismo tras los recientes casos de dopaje protagonizados por varios ciclistas de dicho equipo, especialmente su estrella Danilo Di Luca.
De Rosa, suministradora de las bicicletas del extinto equipo irlandés, apoyó la creación de un nuevo equipo para 2010 (que como el anterior tenía licencia irlandesa a pesar de ser mayoritariamete italiano), bajo la compañía California Sport Ltd.

### 2010
El nuevo equipo, de categoría Profesional Continental, no se integró en el programa de pasaporte biológico de la UCI (y, por tanto, tampoco recibió una "Wild Card"), de manera que no podría participar en ninguna carrera del UCI World Calendar (ni en las UCI ProTour ni en las Históricas), sino únicamente en las de los Circuitos Continentales UCI.
La temporada comenzó con el triunfo de Matteo Montaguti en el Giro de Reggio Calabria, donde además de la general ganó la primera etapa, manteniendo su posición de líder hasta el final.
El 13 de febrero la UCI anunció que Eddy Ratti había dado positivo por EPO recombinante en un control antidopaje realizado el 21 de enero, por lo que el corredor italiano era suspendido provisionalmente.

## Material ciclista
El equipo utilizaba bicicletas De Rosa.

## Sede
El equipo tiene su sede en Dublín (Suite 122 - 3, Lombard Street East).

## Plantilla
Para años anteriores, véase Plantillas del De Rosa-Stac Plastic

### Plantilla 2010
| Nombre             | Nacimiento | Nacionalidad | Equipo 2009              |
| Cristiano Benenati | 15/07/1982 | Italia       | ISD-Neri                 |
| Oleg Berdos        | 09/06/1987 | Moldavia     | Neoprofesional           |
| Stefano Borchi     | 09/03/1987 | Italia       | Neoprofesional           |
| Giorgio Brambilla  | 19/09/1988 | Italia       | Neoprofesional           |
| Damiano Caruso     | 12/10/1987 | Italia       | LPR Brakes-Farnese Vini  |
| Marco Cattaneo     | 05/06/1982 | Italia       | LPR Brakes-Farnese Vinii |
| Riccardo Chiarini  | 20/02/1984 | Italia       | LPR Brakes-Farnese Vini  |
| Claudio Corioni    | 26/12/1982 | Italia       | Liquigas                 |
| Claudio Cucinotta  | 22/01/1982 | Italia       | LPR Brakes-Farnese Vini  |
| Giairo Ermeti      | 07/04/1981 | Italia       | LPR Brakes-Farnese Vini  |
| Roberto Ferrari    | 09/03/1983 | Italia       | LPR Brakes-Farnese Vini  |
| Jure Golčer        | 07/12/1977 | Eslovenia    | LPR Brakes-Farnese Vini  |
| Sergio Lagana      | 04/11/1982 | Italia       | LPR Brakes-Farnese Vini  |
| Matteo Montaguti   | 06/01/1984 | Italia       | LPR Brakes-Farnese Vini  |
| Fabio Negri        | 06/12/1982 | Italia       | LPR Brakes-Farnese Vini  |
| Eddy Ratti         | 04/04/1977 | Italia       | Amica Chips-Knauf        |
| Cristiano Salerno  | 18/02/1985 | Italia       | LPR Brakes-Farnese Vini  |